# Northern Lites
«Northern Lites» (en español, «Luces del norte») es el noveno sencillo de la banda de rock alternativo galesa Super Furry Animals. Fue el primero que se extrajo del álbum Guerrilla y alcanzó el undécimo puesto en las listas británicas tras su lanzamiento el 10 de mayo de 1999. La canción fue escrita por el vocalista Gruff Rhys y se inspiró en el fenómeno de El Niño. El título del tema hace referencia a la aurora polar, un destello de luz natural que la banda afirmó ver antes de componerlo. Rhys creó la melodía de «Northern Lites» varios años atrás, pero se decidió por darle un estilo calipso una vez que escribió su letra. El teclista Cian Ciaran tocó los tambores metálicos en el tema y se añadieron en el momento, cuando el grupo vio los instrumentos «tirados por ahí» en los Real World Studios durante la grabación.
La respuesta de la crítica fue positiva y la canción se ha nombrado «sencillo de la semana» en Melody Maker y NME. Esta última revista también colocó la canción en el tercer puesto de su lista de los sencillos del año en 1999. El video musical para «Northern Lites» fue dirigido por la banda y Martin McCarthy y presenta tomas de curling y bolo irlandés, aunque Rhys comentó que la canción no ingresó en las listas en una posición más alta por el hecho de que «no tenía un video».

## Grabación y temática

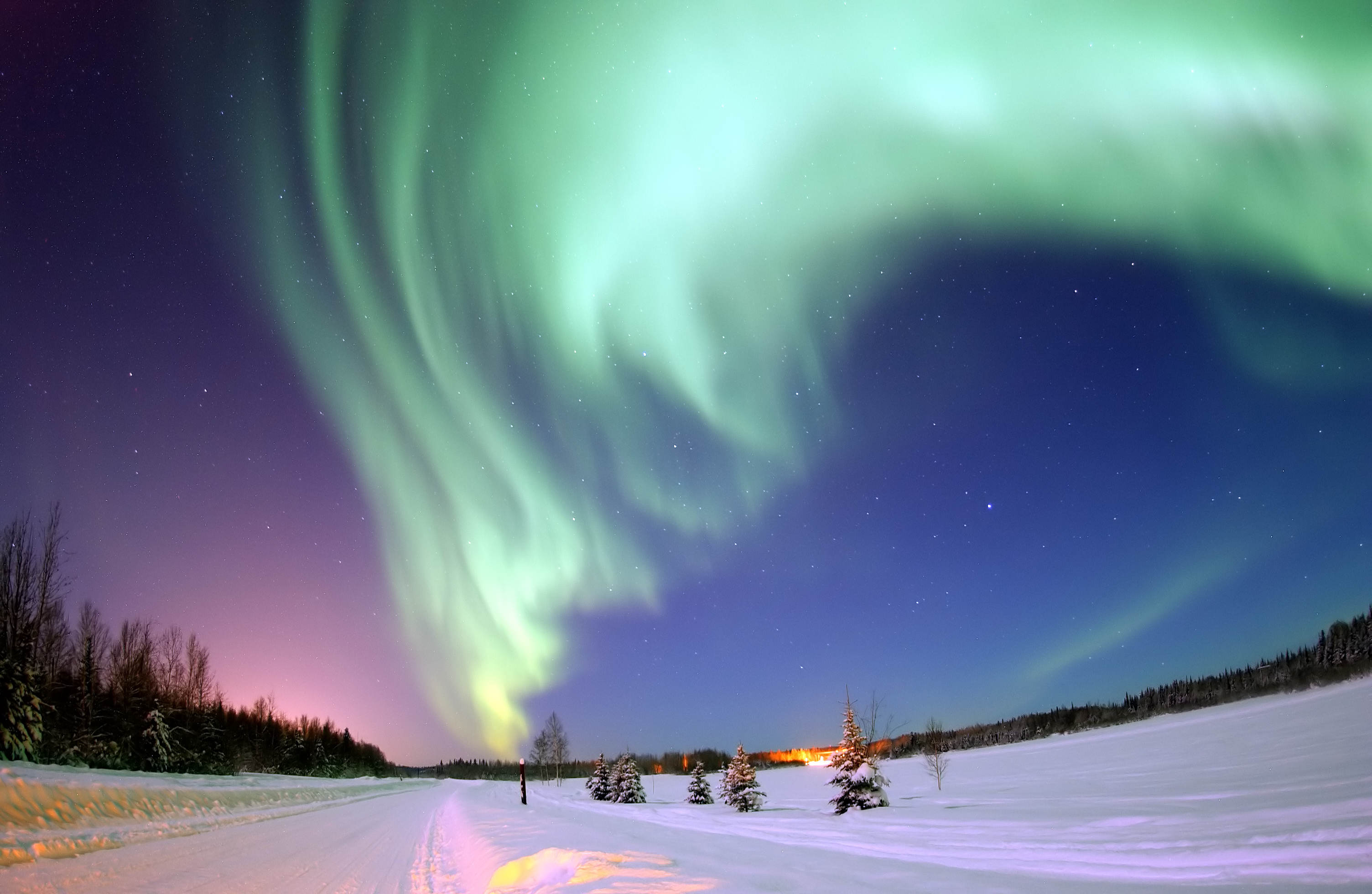
El título de la canción, «Northern Lites» («Luces del norte») hace referencia a la aurora polar.

«Northern Lites» fue compuesta por el cantante Gruff Rhys y trata acerca «del tiempo meteorológico». Se inspiró particularmente en una cobertura del «fenómeno climático mundial aterrador de siete años» del oeste del Pacífico El Niño en «canales sobre el tiempo» en 1998. El título de la canción hace referencia a la aurora polar, un destello de luz natural que puede observarse particularmente en las regiones polares y generalmente de noche. La banda estaba convencida de haber visto las luces antes de que se compusiera el tema, pero como nadie más estaba presente, no pudieron confirmar que lo que habían presenciado no era una simple «fantasía de felpa». Rhys ha afirmado que hubiera llamado a la canción «Aurora Borealis», pero «los nombres latinos para las canciones están fuera de consideración». Aunque Rhys comentó que la canción trata sobre «preguntarle a Jesucristo si decide vengarse de nosotros, acabar con todo lo más pronto posible y enviarnos lejos a las Luces del Norte». Afirmó también que, aunque algunos críticos interpretaron que la canción es sobre «el cuestionar la fe de uno», en realidad es «simplemente una canción sobre el tiempo meteorológico».
La melodía de «Northern Lites» fue compuesta por Rhys varios años antes del lanzamiento del tema. La banda experimentó con estilos de reggae y rock antes de que el vocalista escribiera la letra y, dado que se inspiraron en las condiciones climáticas adversas que afectaban a Latinoamérica, probaron incluir una pista de calipso que estaba almacenada en el teclado. El cantante afirmó que, aunque no considera que la banda «tenga derecho a componer canciones con influencia latina», no eligieron el estilo calipso para el tema en un intento cínico de «copiar a Sudamérica». El grupo no es «purista» y considera que la música latina es «parte de un esperanto cultural».
El tema se grabó a mediados de 1998 en los Real World Studios de Box, en Wiltshire junto al resto de Guerrilla y fue producido por Super Furry Animals. La banda dejó que «la música surgiera» durante las sesiones de grabación y optó por añadir tambores metálicos en el momento tras ver a estos instrumentos «tirados por ahí» en el estudio durante la grabación. Los pasajes de tambores metálicos fueron interpretados por Cian Ciaran, pese a que no sabía tocarlos.

## Descripción

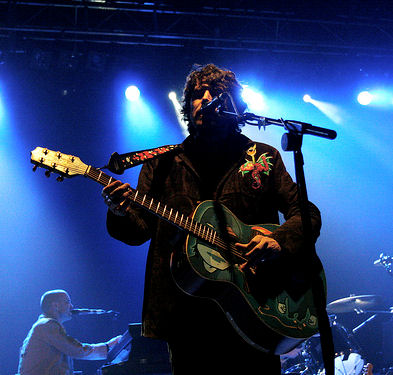
Super Furry Animals en una presentación en directo durante 2007.

«Northern Lites» es un tema de tres minutos y 31 segundos de duración y se encuentra en la tonalidad de mi menor. La canción comienza con una introducción de tambores metálicos que posee un efecto de flanger, antes de que empiece un pasaje de cuerdas tras seis segundos de una línea melódica acompañada por un güiro, una batería despojada y los acordes de mi menor7 y la. La línea melódica se toca dos veces luego de que Gruff Rhys comienza a cantar la primera estrofa acompañado por el güiro, la guitarra y los tambores, que ya no poseen el efecto antes mencionado. Hacia el final de la estrofa, una línea de guitarra distorsionada se puede escuchar junto a la voz de Rhys y las armonías vocálicas. El primer estribillo del tema se inicia 48 segundos después, cuando Rhys canta There's a distant light, a forest fire burning everything in sight («Hay una luz distante, un bosque fogoso quemando todo lo que puede verse»). Durante la segunda estrofa, el segmento de cuerdas reaparece, con la misma melodía de la introducción. Tras otro estribillo, la coda extensa aparece en el minuto 2:13 cuando Rhys repite los versos Don't worry me, or hurry me, blow me far away to the Northern Lites («No hagas que me preocupe, ni me apures, envíame lejos con las luces del norte»), acompañados por las armonías vocálicas. El tema ve su instrumentación reducida hacia el minuto 2:40 y luego de esto, se retoma la parte de cuerdas y el resto de los instrumentos. En el minuto 2:47 tiene lugar una inminente melodía interpretada por la guitarra principal que se ve acompañada por las voces, la guitarra acústica, los instrumentos de cuerda y los tambores hasta que la música comienza a ser inaudible y finaliza en el minuto 3:31.

## Lanzamiento y recepción de la crítica
«Northern Lites» se lanzó en los formatos de CD, casete y 7" el 10 de mayo de 1999 y alcanzó el undécimo puesto en la UK Singles Chart. Su portada enseña un dibujo de «un guerrero esquimal con tres ojos, cuatro brazos y cabeza de calamar» creado por el artista Pete Fowler. El guerrero lleva consigo «dos polos portátiles de latitud y longitud» y de su cuello cuelga «el regulador de la temperatura del mundo». El tema se incluyó en el compilado de grandes éxitos de la banda Songbook: The Singles, Vol. 1, lanzado en 2004.

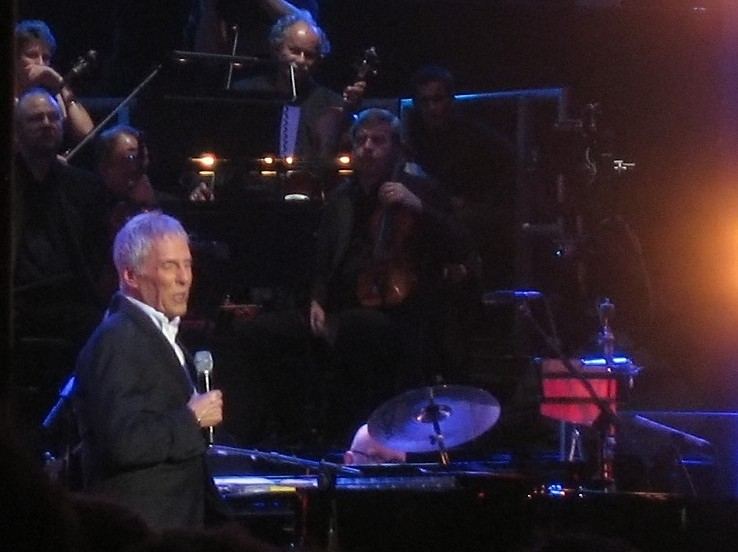
Numerosos medios han comparado la canción con los trabajo de Burt Bacharach y The Beach Boys.

«Northern Lites» recibió críticas en su mayoría positivas. La revista NME lo nombró «sencillo de la semana» en su lanzamiento y el crítico Johnny Cigarettes afirmó que el tema estaba «muy por encima de todo lo que se lanzó esta u otras semanas». Cigarettes vio a «Northern Lites» como un indicador de la «idiosincrasia de genios de Super Furry Animals, su excentricidad y elegancia» y describió la canción como «algo entre un bar de cócteles mexicano, una fiesta de surf de 1960, una fiesta de salón en Las Vegas y un viaje realmente bueno». Cigarettes comparó las armonías vocales del tema a las de The Beach Boys y afirmó que la canción era de calidad «clásica, de Burt Bacharach», aunque criticó el hecho de que la letra indescifrable podía hacer que el sencillo perdiera «su merecida estadía de 23 semanas en el primer puesto». En una reseña posterior de Guerrilla, NME describió la canción como «una combinación perfecta de xilófonos tambaleantes y cuerdas caribeñas». La revista incluyó el tema en el tercer puesto de su lista de los sencillos de año de 1999. «Northern Lites» también fue reconocido como «sencillo de la semana» en la edición de Melody Maker del 15 de mayo de 1999 por el crítico invitado Gay Dad, que describió la canción como «retorcida y psicodélica». En coincidencia con las observaciones de Johnny Cigarettes, Gay Dad comparó el tema con los trabajos de Bacharach y Hal David y mencionó que no podía entender completamente la letra, dado que la voz de Rhys se escuchaba baja en la mezcla.
James McNair, escritor de Mojo, describió «Northern Lites» como «una mezcla de cuerdas de Tijuana, tambores metálicos y percusión latina raspada» y afirmó que la «gran» canción es «una de las confecciones pop más espumosamente creativas» desde el tema de Super Furry Animals de 1998 «Ice Hockey Hair». El crítico de la revista Q Peter Kane afirmó que la combinación de la «influencia del calipso cursi» y «cuerdas de Tijuana» en el tema es maravillosa. Dave Simpson, periodista de The Guardian, sostuvo que la canción «fue posiblemente el éxito masivamente influenciado por Tito Puente». En The Independent, Tim Perry comentó que «la innegablemente brillante» «Northern Lites» era uno de los puntos sobresalientes del álbum Guerrilla. En una reseña de 2005 del relanzamiento de Guerrilla, Marc Hogan de Pitchfork describió el tema como «tropicalista, lleno de instrumentos de viento»; en una reseña anterior de Songbook: The Singles, Vol. 1 llamó a «Northern Lites» «tropicalista de la era "Deadweight" de Beck». En una reseña de este álbum compilatorio para PopMatters, Zeth Lundy describió la canción como «infestada de lo brasileño», mientras que Ian Wade, en una crítica para la BBC, la llamó «una mezcla de rock indie y calipso» y Alan Woodhouse, en su reseña para NME dijo que tenía «una melodía con un aire caribeño irresistible». Marc Hogan de Pitchfork afirmó que los lados B del sencillo, incluyendo el «número brillante de medio tiempo» «This, That and the Other» pierden el color ante «Northern Lites» y sucede lo mismo con otros temas de Guerrilla, aunque «consiguen satisfacer la necesidad de más [Super Furry Animals]».

### Reconocimientos
| Publicación                        | País        | Reconocimiento                               | Año  | Puesto |
| ---------------------------------- | ----------- | -------------------------------------------- | ---- | ------ |
| Iguana Music                       | España      | Canciones del '99                            | 1999 | 7      |
| Programa de John Peel, BBC Radio 1 | Reino Unido | John Peel's Festive 50                       | 1999 | 24     |
| Melody Maker                       | Reino Unido | Sencillo de la semana del 15 de mayo de 1999 | 1999 | –      |
| NME                                | Reino Unido | Sencillo de la semana del 8 de mayo de 1999  | 1999 | –      |
| NME                                | Reino Unido | Sencillos de 1999                            | 1999 | 3      |
| Select                             | Reino Unido | Sencillos de 1999                            | 1999 | 22     |

## Video promocional

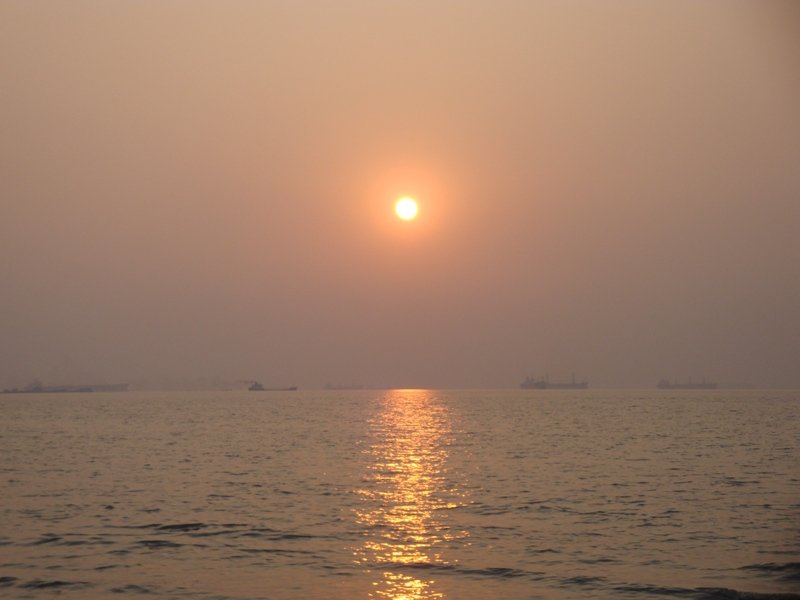
Al comienzo del video puede verse una playa al atardecer.

Se filmó un video musical promocional, dirigido por Super Furry Animals y Martin McCarthy, para acompañar el lanzamiento como sencillo de «Northern Lites». El video comienza con un plano donde el logotipo «SFA» de Super Furry Animals, que figura en la portada de «Northern Lites», figura junto a las palabras Public information service («Servicio de información pública»). Esta imagen da lugar a una figura azul, traslúcida y que ocupa toda la pantalla del «guerrero», que se traslada desde el centro hacia el margen derecho inferior antes de encogerse y permanecer en esta posición durante todo el video. El logotipo de la introducción se muestra en el costado izquierdo, enfrentado a la imagen del «guerrero» y también permanece allí hasta su final. Se pueden ver planos de una isla, el mar y una bandada, además de imágenes de un hombre con barba sentado en unas rocas cercanas al mar que canta la primera estrofa junto a la voz de Rhys. Estos planos se intercalan con los de un hombre usando un martillo y cincel para tallar algunas piedras. Luego, él se aleja cargando una, que luego es mostrada habiendo sido pulida, recortada y aplanada. Se le añade un asa a dicha piedra y se la coloca en una caja de madera junto a otra que posee un asa roja. La caja se cierra y se ve en su tapa la palabra «Nagano». Después, se ven tomas de un Boeing 747 y luego se ven escenas invernales de dicha localidad, entre las que se cuenta un plano de unas personas usando paraguas frente a un cartel que dice Nagano Olympics («Olimpíadas de Nagano»). A continuación, se muestran planos de curling hasta el minuto 2:40, cuando se puede apreciar a un hombre de traje gris que arroja un puñado de pasto en un camino. El video finaliza con planos de bolo irlandés, donde se muestra a muchos hombres arrojando una bola por un camino rodeado de espectadores y también con escenas de hombres midiendo varas e intercambiando cheques. En una entrevista de 2008 con Uncut, Gruff Rhys afirmó que «Northern Lites» «no tenía un video» y opinó que esta fue la razón por la que no tuvo un éxito mayor. El director contratado para trabajar en el video aceptó una oferta de un comercial de Red Stripe en Jamaica, lo que hizo que McCarthy colaborara con la banda. Según Rhys el grupo se encontró con quien hubiera sido el director y le dijo: «Entendemos, nosotros hubiéramos hecho lo mismo». Pese a esto, el bajista Guto Pryce ha descrito al video de «Northern Lites» como uno de los pocos del grupo que realmente le gusta.

## Lista de canciones
Todas las canciones escritas y compuestas por Super Furry Animals. 
| «Northern Lites» en formato CD (CRESCD314), casete (CRES314) y 7"(CRE314) |                            |          |  |
| N.º                                                                       | Título                     | Duración |  |
| 1.                                                                        | «Northern Lites»           | 3:30     |  |
| 2.                                                                        | «Rabid Dog»                | 3:47     |  |
| 3.                                                                        | «This, That and the Other» | 5:59     |  |

## Créditos
| - Gruff Rhys – voz - Huw Bunford – guitarra - Guto Pryce – bajo eléctrico - Cian Ciaran – teclado, tambores metálicos - Dafydd Ieuan – batería | - Steve Waterman - trompeta - A D Gibson - trompeta - Andrew Robinson - trombón - Euros Wyn - flauta - Kris Jenkins - percusión |

## Posiciones en las listas
| Lista                 | Posición más alta |
| --------------------- | ----------------- |
| Lista del Reino Unido | 11                |